# Mitianiszki (rejon kiejdański)
Mitianiszki (lit. Mitėniškiai), wieś na Litwie, w okręgu kowieńskim, w rejonie kiejdańskim; 48 mieszk. (2001).
W 1850 w Mitianiszkach urodził się polski ziemianin, bankier, działacz społeczny i filantrop Józef Montwiłł.